# Le Grand Cœur des femmes
Cet article possède un paronyme, voir Le Chœur des femmes.
Pour plus de détails, voir Fiche technique et Distribution.
Le Grand Cœur des femmes (titre original : Il cuore grande delle ragazze) est un film italien réalisé par Pupi Avati, sorti le 11 novembre 2011.
Le film a été nommé au Festival international du film de Rome en 2011.

## Synopsis
Le film se situe au début des années 1930 dans un petit village dans la campagne du centre de l'Italie et narre la tentative d'une famille de riches propriétaires terriens de marier une de leurs trois filles avec le fils d'une famille de paysans.

## Fiche technique
- Titre original : Il cuore grande delle ragazze
- Titre : Le Grand Cœur des femmes
- Réalisation : Pupi Avati
- Scénario : Pupi Avati
- Photographie : Pasquale Rachini
- Montage : Amedeo Salfa
- Musique : Lucio Dalla
- Producteurs : Antonio Avati
- Production : Duea Film
- Distribution : Filmexport Group, Les Films de l'Astre
- Pays d’origine :  Italie
- Langue : Italien
- Format : Couleurs - 2.35:1
- Genre : Drame
- Durée :  85 minutes
- Dates de sortie :
  -  Italie : 11 novembre 2011
  -  France : 2 mai 2012

## Distribution
- Cesare Cremonini : Carlino Vigetti
- Micaela Ramazzotti : Francesca Osti
- Gisella Sofio : Olimpia Osti
- Isabelle Adriani
- Gianni Cavina : Sisto Osti

## Source de traduction
- (it) Cet article est partiellement ou en totalité issu de l’article de Wikipédia en italien intitulé « Il cuore grande delle ragazze » (voir la liste des auteurs).